# Paraolinx lineatifrons
Paraolinx lineatifrons är en stekelart som beskrevs av William Harris Ashmead 1894. Paraolinx lineatifrons ingår i släktet Paraolinx och familjen finglanssteklar.
Artens utbredningsområde är Grenada. Inga underarter finns listade i Catalogue of Life.